# Néronde
Néronde là một xã trong tỉnh Loire miền trung nước Pháp.